# Hrishikesh Mukherjee
Pour les articles homonymes, voir Mukherjee.
Hrishikesh Mukherjee, né le 30 septembre 1922 à Calcutta et mort le 27 août 2006 à Mumbai en Inde, est un réalisateur, monteur, scénariste, et producteur de cinéma indien.

## Biographie
Hrishikesh Mukherjee étudie les sciences et obtient un diplôme en chimie de l'université de Calcutta. Pendant un temps, il enseigne les mathématiques et les sciences. 
Il amorce sa carrière au cinéma en tant que monteur et assistant réalisateur à Bombay, en 1951. Pendant six ans, il fait partie de l'équipe qui accompagne Bimal Roy, réalisateur prestigieux en Inde. Toutefois, en 1957, il passe à la réalisation de son premier film, Musafir. L'acteur et réalisateur Raj Kapoor le remarque. Devinant en Mukherjee les qualités d'un très grand réalisateur, il accepte de jouer le rôle principal dans Anari (1959) et lui prodigue des conseils pendant le tournage. Le film est un succès critique autant qu'un hit au box-office.
En 1960, il réalise son troisième film, intitulé Anuradha, qui remporte cinq Filmfare Awards. Le Président de l'Inde lui décerne une médaille pour la beauté des images et du scénario.
En 1966, Anupama confirme les qualités du cinéma de Hrishikesh Mukherjee, mais c'est en 1970 qu'il réalise son chef-d'œuvre, Anand, film qui remporte le National Film Award du meilleur film en Hindi en 1970 et le Filmfare Award du meilleur film en 1972. Pour marquer sa reconnaissance envers ses amis Bimal Roy et Raj Kapoor, Hrishikesh Mukherjee leur a dédié Anupama et Anand. 
Il est l'un des plus célèbres réalisateurs indiens pour avoir représenté la classe moyenne indienne dans ses films dans ce qu'on appelle le middle cinema. Bien qu'il réalise ses films à Bollywood, Hrishikesh Mukherjee en évite dans les extravagances pour mieux représenter la réalité sociale indienne des classes aisées sans toutefois verser dans le réalisme intransigeant du cinéma d'art et d'essai.
Il a été président du Central Board of Film Certification (CBFC) en 1981-1982 et du National Film Development Corporation of India, organisme qui chapeaute la distribution des National Film Awards.

## Filmographie

### Réalisateur
- 1957 : Musafir
- 1959 : Anari
- 1960 : Anuradha
- 1961 : Chhaya
- 1961 : Memdidi
- 1962 : Asli-Naqli
- 1962 : Aashiq
- 1964 : Sanjh Aur Savera
- 1965 : Do Dil
- 1966 : Gaban
- 1966 : Biwi Aur Makaan
- 1966 : Anupama
- 1967 : Majhli Didi
- 1968 : Aashirwad
- 1969 : Satyakam
- 1969 : PyarKa Sapna
- 1970 : Anand
- 1971 : Guddi
- 1971 : Buddha Mil Gaya
- 1972 : Sabse Bada Sukh
- 1972 : Bawarchi
- 1973 : Abhimaan
- 1973 : Namak Haraam
- 1974 : Phir Kab Milogi
- 1975 : Mili
- 1975 : Chupke Chupke
- 1975 : Chaitali

### Monteur
- 1953 : Parineeta
- 1953 : Do Bigha Zamin
- 1954 : Naukari
- 1954 : Biraj Bahu
- 1956 : Gotoma the Buddha
- 1958 : Yahudi
- 1958 : Madhumati
- 1959 : Anari
- 1961 : Gunga Jumna
- 1965 : Chemmen
- 1966 : Pinjre ke Pancchi
- 1967 : Ghar Ka Chirag
- 1968 : Mere Hamdam Mere Dast
- 1968 : Chhotto Jignasa
- 1968 : Aashirwad
- 1969 : Pyar Hi Pyar
- 1970 : Anand
- 1970 : Dastak de Rajinder Singh Bedi
- 1974 : Nellu
- 1975 : Mili
- 1981 : Professor Pyarelal
- 1983 : Coolie

### Scénariste
- 1953 : Do Bigha Zamin
- 1957 : Musafir
- 1966 : Anupama
- 1968 : Anokhi Raat
- 1968 : Aashirwad
- 1970 : Anand
- 1971 : Guddi
- 1972 : Bawarchi
- 1972 : Abhimaan
- 1973 : Namak Haraam
- 1977 : Alaap
- 1983 : Rang Birangi
- 1983 : Achha Bura
- 1998 : Chitrashalabham
- 1998 : Jhooth Bole Kauwa Kaate

### Producteur
- 1960 : Anuradha
- 1968 : Aashirwad
- 1970 : Anand
- 1971 : Guddi
- 1972 : Bawarchi
- 1975 : Mili
- 1975 : Chupke Chupke
- 1977 : Alaap
- 1979 : Gol Maal
- 1980 : Khubsoorat
- 1998 : Jhooth Bole Kauwa Kaate

## Récompenses et distinctions

### Nominations
- 1961 : Anuradha est sélectionné en compétition officielle à la Berlinale 1961 pour l'Ours d'Or.

### Prix
- 1956 : Au Filmfare Awards 1956, il remporte le prix du meilleur monteur pour Naukari
- 1959 : Au Filmfare Awards 1959, il remporte le prix du meilleur monteur pour  Madhumati
- 1970 : Au Filmfare Awards 1970, il remporte le prix de la meilleure réalisation pour Anokhi Raat
- 1972 : Au Filmfare Awards 1972, il remporte les prix du meilleur film, meilleur scénario et meilleure photographie pour Anand
- 1981 : Au Filmfare Awards 1981, il remporte le prix du meilleur film pour Khubsoorat
- 1999 : Il remporte le Prix Dadasaheb Phalke